# 樟味藜属
樟味藜属（学名：Camphorosma）是藜科下的一个属，为一年生或多年生草本，或半灌木植物。该属共有约10种，分布于地中海和中亚地区。